# شهرستان چرنیشفسکی
شهرستان چرنیشفسکی (به لاتین: Chernyshevsky District) یک شهرستان در روسیه است که در سرزمین زابایکالسکی واقع شده‌است.